# Aleksandar Pešić
Aleksandar Pešić (Servisch: Александар Пешић) (Niš, 21 mei 1992) is een Servisch voetballer die doorgaans als aanvaller speelt. In 2020 verruilde hij Al-Ittihad voor Maccabi Tel Aviv.

## Clubcarrière
Pešić begon zijn profcarrière bij het Griekse OFI Kreta. In 2010 trok hij naar het Moldavische Sheriff Tiraspol, waar hij in drie seizoenen 26 doelpunten uit 59 competitiewedstrijden scoorde. Dat leverde hem in augustus 2013 een transfer op naar het Servische FK Jagodina. Bij zijn debuut scoorde hij meteen twee treffers tegen Spartak Zlatibor Voda. Hij werd genomineerd in het elftal van het seizoen van de Servische SuperLiga 2013/14. Op 12 juni 2014 werd bekend dat hij een vijfjarig contract heeft getekend bij het Franse Toulouse. Zijn debuut voor de Zuid-Franse club in de Ligue 1 volgde op 9 augustus 2014 tegen OGC Nice. In de zomer van 2016 werd de Serviër voor de duur van één seizoen op huurbasis bij Atalanta Bergamo gestald.

## Clubstatistieken
| Seizoen | Club               | Competitie                | Competitie | Competitie | Beker | Beker | Internationaal | Internationaal | Totaal | Totaal |
| Seizoen | Club               | Competitie                | Wed.       | Dlp.       | Wed.  | Dlp.  | Wed.           | Dlp.           | Wed.   | Dlp.   |
| ------- | ------------------ | ------------------------- | ---------- | ---------- | ----- | ----- | -------------- | -------------- | ------ | ------ |
| 2008/09 | OFI Kreta          | Super League              | 1          | 0          | 0     | 0     | —              | —              | 1      | 0      |
| 2009/10 | OFI Kreta          | Beta Ethniki              | 12         | 1          | 0     | 0     | —              | —              | 12     | 1      |
| 2010/11 | Sheriff Tiraspol   | Divizia Națională         | 11         | 5          | 0     | 0     | —              | —              | 11     | 5      |
| 2011/12 | Sheriff Tiraspol   | Divizia Națională         | 23         | 14         | 0     | 0     | —              | —              | 23     | 14     |
| 2012/13 | Sheriff Tiraspol   | Divizia Națională         | 24         | 6          | 3     | 1     | 5              | 0              | 32     | 7      |
| 2013/14 | Sheriff Tiraspol   | Divizia Națională         | 1          | 0          | 1     | 0     | 3              | 0              | 5      | 0      |
| 2013/14 | Jagodina           | Superliga                 | 22         | 13         | 5     | 4     | —              | —              | 27     | 17     |
| 2014/15 | Toulouse           | Ligue 1                   | 34         | 6          | 2     | 0     | —              | —              | 36     | 6      |
| 2015/16 | Toulouse           | Ligue 1                   | 23         | 2          | 6     | 0     | —              | —              | 29     | 2      |
| 2016/17 | → Atalanta Bergamo | Serie A                   | 6          | 0          | 1     | 1     | —              | —              | 7      | 1      |
| 2017/18 | Rode Ster Belgrado | Superliga                 | 35         | 25         | 3     | 3     | 13             | 1              | 51     | 29     |
| 2018/19 | Al-Ittihad         | Saudi Professional League | 11         | 1          | 0     | 0     | —              | —              | 11     | 1      |
| 2019    | → FC Seoul         | K League 1                | 25         | 10         | 1     | 0     | —              | —              | 26     | 10     |
| 2020    | → FC Seoul         | K League 1                | 1          | 0          | 0     | 0     | —              | —              | 1      | 0      |
| 2020/21 | Maccabi Tel Aviv   | Ligat ha'Al               | 18         | 8          | 1     | 0     | 6              | 1              | 25     | 9      |
| Totaal  | Totaal             | Totaal                    | 247        | 91         | 23    | 9     | 27             | 2              | 297    | 102    |

Bijgewerkt op 17 oktober 2016.

## Interlandcarrière
Pešić kwam uit voor diverse Servische nationale jeugdselecties. In 2013 debuteerde hij voor Servië –21, waarvoor hij reeds drie doelpunten scoorde uit zeven duels.